# Michel Lhéritier
Pour les articles homonymes, voir Lhéritier (homonymie).
Michel Lhéritier, né le 11 octobre 1889 à Bordeaux et mort le 15 juin 1951 en son domicile dans le 17e arrondissement de Paris, est un historien français du XXe siècle.
Il est agrégé de l'Université, docteur es-lettres et secrétaire général du Comité des sciences historiques.

## Biographie
Il est un des éditeurs de la collection Les états contemporains (Éditions Rieder).

## Publications

### Ouvrages
- Histoire des rapports de la Chambre de commerce de Guienne avec les intendants, le Parlement et les jurats, de 1705 à 1791, avec préface de M. Paul Courteault,... / Bordeaux : impr. de Gounouilhou , 1913
- Michel Lheritier, Les Débuts de la Révolution à Bordeaux : d'après les tablettes manuscrites de Pierre Bernadau, Société de l'histoire de la Révolution française, Trieste, 1919, 158 p. (disponible sur Internet Archive).
- Tourny intendant de Bordeaux, Paris : s.n , 1920[3]
- Tableau économique de la Touraine, Paris : l'Action nationale , 1920
- La Grèce, Paris : F. Rieder , 1921
- Tours, ses fonctions urbaines, Paris : E. Leroux , 1922
- La France depuis 1870, Paris : F. Alcan , 1922
- Tours pendant la guerre : (1914-1919) ; préface de M. Camille Chautemps,... / Tours : Deslis , 1924
- Histoire diplomatique de la Grèce de 1821 à nos jours Tome II, Le règne d'Othon. La Grande Idée, 1830-1862, Édouard Driault et Michel Lhéritier, Paris : Les Presses universitaires de France , 1925
- Histoire diplomatique de la Grèce de 1821 à nos jours Tome III, Le règne de Georges 1er avant le traité de Berlin (1862-1878), Hellénisme et Slavisme, Paris : Les Presses universitaires de France , 1925
- Histoire diplomatique de la Grèce de 1821 à nos jours, Edouard Driault et Michel Lhéritier, Paris : Les Presses universitaires de France , 1925-1926
- Tours et la guerre : Etude économique et sociale, Camille Chautemps, Michel Lhéritier, Paris : [s.n.] , 1926
- Histoire diplomatique de la Grèce de 1821 à nos jours Tome IV, Suite du règne de Georges Ier jusqu'à la Révolution turque (1878-1908), Hellénisme et Germanisme, Paris : Presses universitaires de France , 1926
- Histoire diplomatique de la Grèce de 1821 à nos jours Tome V, La Grèce et la Grande Guerre. De la Révolution turque au Traité de Lausanne, 1908-1923, par Edouard Driault et Michel Lhéritier / Paris : Presses universitaires de France , 1926
- Histoire de l'Europe : et particulièrement de la France pendant les 17e et 18e siècles (1610-1789) : classe de seconde : cours d'histoire à l'usage de l'enseignement secondaire : programme du 3 décembre 1923 et du 5 juin 1925, par G. Pages, M. Lhéritier, Paris : librairie F. Acan , 1927
- Une grande entreprise de coopération intellectuelle : le projet d'annuaire international de bibliographie historique, Paris : Les Presses Universitaires de France , 1927
- Régions historiques : Europe centrale, Orient méditerranéen et Question d'Orient, Paris : La Renaissance du Livre , 1928
- Histoire universelle et histoire internationale : Suites d'études / N. Jorga, M. Lheritier / Paris : Presses universitaires de France , 1930
- Le sens et le rôle des fonctions urbaines dans l'évolution des villes, Bruxelles, 1931
- Histoire et causalité, Oslo : H. Aschehoug , 1933
- L'Evolution des rapports gréco-roumains depuis un siècle (1821-1931), Paris : librairie universitaire J. Gamber , 1933
- L'évolution des régions historiques, l'Europe orientale et la Hongrie : exposé présenté au Congrès international des historiens à Varsovie, et à l'occasion de conférences faites dans les Universités de Budapest, Debrecen, Poznan, Riga et Tartu, Paris : Presses universitaires de France , 1935
- L'enseignement de l'histoire et la coopération intellectuelle : Conférence pour la Société française de pédagogie, Paris : Les Presses Universitaires de France , 1935
- L'Europe orientale à l'époque contemporaine, Paris : Boivin & Cie , 1938
- La renaissance de l'Europe orientale à l'époque contemporaine, Paris, 1938
- La Révolution à Bordeaux dans l'histoire de la Révolution française [1], La fin de l'Ancien Régime et la préparation des États généraux (1787-1789) ; avec le concours de Camille Lhéritier / Paris : Presses universitaires de France, 1942[4]
- La question d'Iran à l'époque moderne et contemporaine, Paris, 1946
- Tours et la guerre : étude économique et sociale ; avec le concours de Camille Chautemps, Paris : Presses universitaires de France , [1926]
- La Question d'Orient à l'époque de Byzance, Paris : A. Picard , 1928
- Les documents diplomatiques Austro-allemands sur les origines de la guerre de 1870-1871, Paris : Edit. Rieder, 1928
- La Presse française pendant la Révolution : Mirabeau journaliste, Paris : les Presses univ. de France, 1938
- La Russie : la Russie des tzars jusqu'au XIXe siècle, Paris : La Renaissance du livre , impr. 1946
- Liberté (1789-1790) : Les Girondins, Bordeaux et la Révolution française, Paris : La Renaissance du livre , impr. 1947

### Préfacier
- L'enseignement de l'histoire et l'esprit international, J.-L. Claparède ; préface de M. Lhéritier, Paris : Les Presses universitaires, 1931